# Xavi Bou
Xavi Bou (n. 1979) es un fotógrafo español que se dedica especialmente a la cronofotografía y más específicamente a la ornitografía.

## Biografía[citarequerida]
Estudió Geología en la Universidad de Barcelona y se licenció en fotografía en la Grisart International Photography School Archivado el 14 de diciembre de 2019 en Wayback Machine., un centro privado de Barcelona que se dedica exclusivamente a enseñar fotografía desde el año 1985. A partir del 2003, se centró en el mundo de la moda y la publicidad, trabajando como asistente de varios fotógrafos.
En el año 2009 fundó LACRIN junto con un socio comercial, Daniel Ciprian. Se trata de un estudio especializado en proyectos de retoque y campañas para fotógrafos, marcas y revistas de España y el extranjero. También, durante cuatro años, desarrolló y ejecutó varios cursos en las áreas de fotografía digital y postproducción para la Escuela Grisart. 

## Proyecto "Ornitographies"
Como fotógrafo, ha creado las Ornitografías, donde refleja el sistema de vuelo de las aves usando la técnica de la cronofotografía, una práctica fotográfica que busca documentar el movimiento mediante la superposición de diferentes marcos para imitar el movimiento a la perfección.[cita requerida]

### Origen de la técnica

Caballo animado de Eadweard Muybridge

Esta técnica se creó a finales del siglo XIX y es conocida a través de sus principales representantes: Eadweard Muybridge, Étienne-Jules Marey y Ottomar Anschütz. Esta consiste en hacer diversas fotografías seguidas y después combinarlas todas en una.
“Me he basado en las  cronofotografías del caballo que dieron origen a la imagen animada, realizadas por Eadweard Muybridge” 

### Modus operandi[citarequerida]
En la primera etapa del estudio, en la cual Xavi Bou invirtió 5 años, utilizó su cámara de fotos. Posteriormente, para perfeccionar la técnica y las fotografías empleó cámaras cinematográficas profesionales. Estas cámaras permiten llevar a cabo de 60 a 90 fotografías en un segundo a una alta resolución. 
La mayoría de las imágenes fueron llevadas a cabo en Cataluña o en la zona de la península ibérica. Sin embargo, aprovechó sus viajes en el extranjero como Uganda, EE. UU. o Sudáfrica para fotografiar aves más exóticas.

### Modus operandi

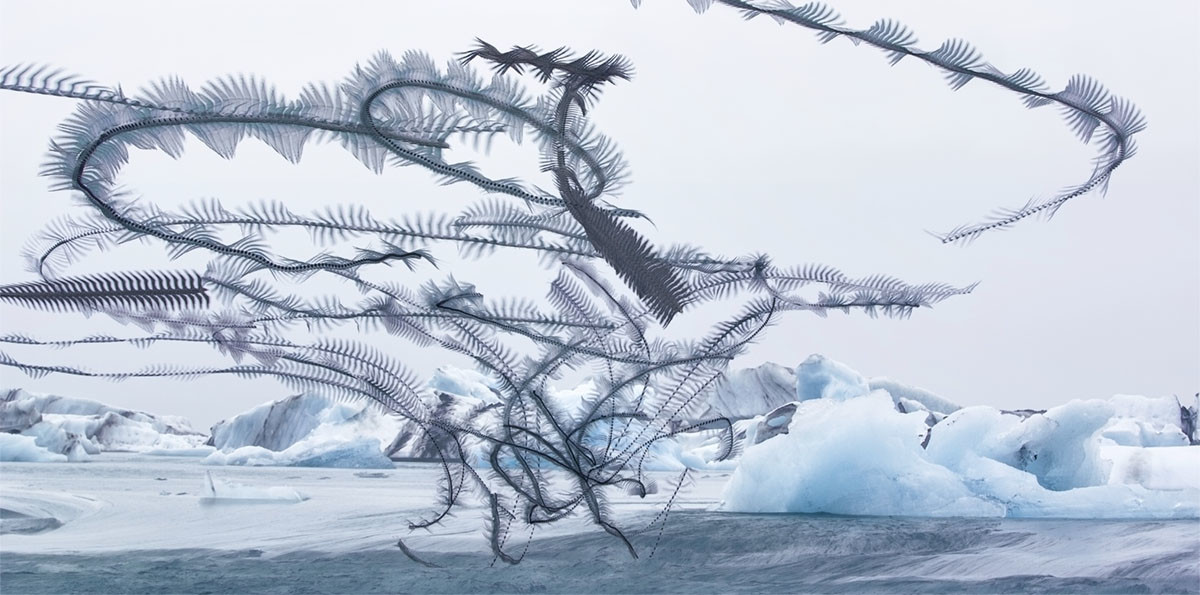
Ornitografía de Xavi Bou

## Exposiciones[6]
- Exhibición en solitario “Autoretrats”, Can Basté, Barcelona, España. 2007
- Exhibición en solitario “Paisatges Temporals”, Jardins de la Pau, España. 2007
- Exhibición en solitario, “Delta de Llobregat”, Prat de Llobregat, España. 2006
- Exhibición en solitario, Fotomercé la Virreina, Barcelona, España. 2006
- Exhibición en solitario, “Delta de Llobregat”, Jardins de la Pau, España. 2004
- Exhibición en solitario, “L’Estiu Insòlit”, Centre d’art la Capsa, España. 2004
- Exhibición en solitario, “Insomni”, Escola GrisArt, Barcelona, España. 2003
- Exhibición en solitario, “Cubic”, happing Pota Blava, España. 2003

### Exposiciones de ornitografía
- Exhibición en solitario, Université de Rennes, Francia. 2019
- Exhibición en solitario, Centro Fotográfico Álvarez Bravo, Oaxaca, México. 2019
- Exhibición grupal, Bath House Cultural Center, Dallas, US, junio de 2019
- Exhibición en solitario, Punt De Vistes Art space, Barcelona. 2019
- Exhibición en solitario, VIPHOTO festival, Euskadi. 2018
- Exhibición en solitari, “Stream Unconference”, Grècia. 2018
- Exhibición en solitario, Triple Space art Gallery, Rusia. 2018
- Exhibición grupal, "Photovisa festival", Rusia. 2018
- Exhibición en solitario, “Festival Chapitre Nature”, Francia. 2018
- Exhibición grupal, "Phes", Madrid, España. 2018
- Estand en solitario en la feria “Utopia Photomarket”, Barcelona, España. 2018
- Exhibición en solitario, Casa Golferich, Barcelona, España. 2018
- Exhibición en solitario, Fine Art Igualada Photo Festival, España. 2018
- Exhibición en solitario, Mijas Contemporary Art Centre, España. 2017
- Exhibición en solitario, NPO Swiss Cancer League, Suiza. 2017
- Estand en solitario en la feria “Utopia Photomarket”, Barcelona, España. 2017
- Parte de “Leonardo, or the dream of ying” exhibición en el Museo Twentsewelle, Holanda. 2017
- Exhibición grupal “Freedom”, Aperture Foundation, Nueva York, US 2017
- Ornitografies, exhibició grupal, Fine Art Festival de foto d'Igualada, España. 2016
- Estand en solitario en la feria de arte “Utopia Photomarket”, Barcelona, España. 2015
- Presentación de proyecto en el Observatorio, Barcelona, España. 2015